# Versal siffra

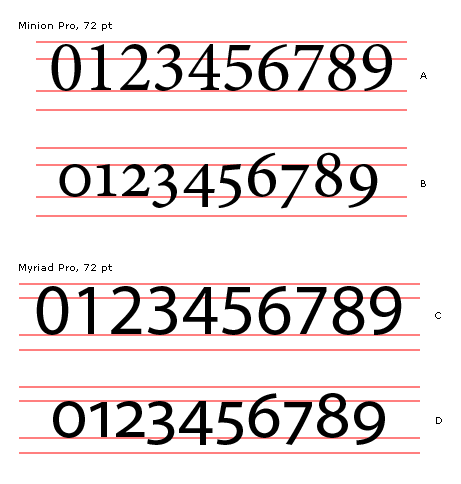
Versala (A och C) och gemena siffror (B och D) från typsnitten Minion pro och Myriad Pro. Märk att de versala siffrorna saknar de underhäng som de gemena siffrorna har. Skillnaden därvidlag är tydligast på siffrorna 3–5, 7 och 9. Man kan dessutom observera att det bland de gemena siffrorna bara är 6 och 8 som har överhäng.

Versala siffror (även omnämnda linjerande siffror, tvålinjesiffror, moderna siffror eller tabellsiffror) kallas den senare utformning av de arabiska siffrorna som saknar underhäng, där alla siffrorna är placerade på baslinjen och har samma höjd som de versala (stora) bokstäverna i en teckenuppsättning.
De versala siffrorna ger bäst läsbarhet tillsammans med de versala bokstäverna, medan de gemena siffrorna (som alltså kan ha både under- och överhäng) lämpar sig bäst tillsammans med gemena (små) bokstäver.
Normalt är det de versala siffrorna som oftast används och som ingår i ett typsnitts teckenuppsättning; det är vanligt särskilt i naturvetenskapliga och matematiska texter, där gemena siffror kan ge ett alltför skönlitterärt intryck.